# Olympische Sommerspiele 1960/Hockey
Bei den XVII. Olympischen Spielen 1960 in Rom wurde ein Wettbewerb im Hockey (Herren) ausgetragen. Das Hockeyturnier dauerte vom 26. August bis zum 11. September. Spielstätten waren das Velodromo Olimpico, das Stadio dei Marmi und das Stadio Tre Fontane.

## Turniermodus

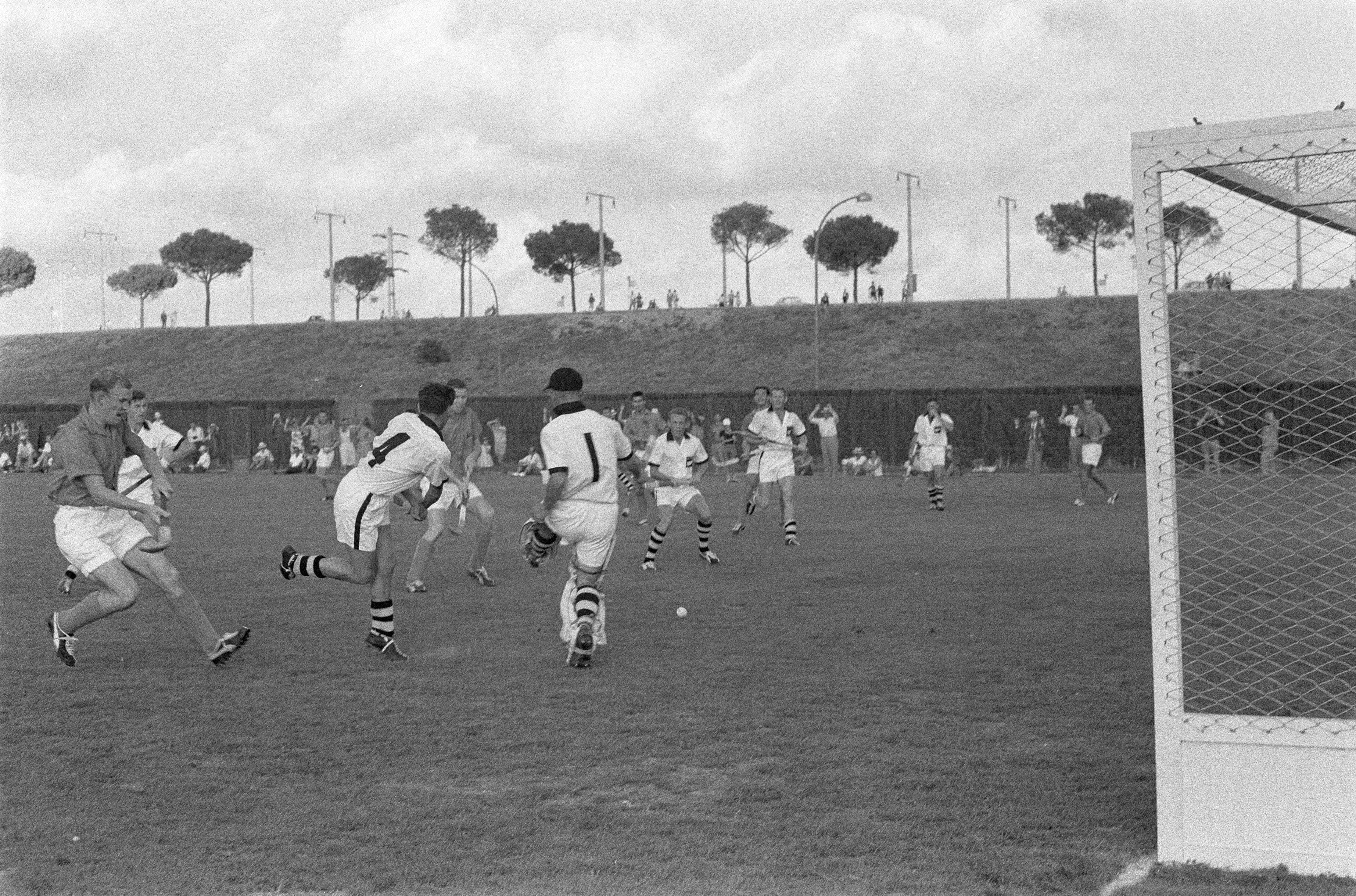
Szene aus dem Spiel Neuseeland gegen Niederlande

Mit 16 Teilnehmern und letztlich 45 Spielen war das Turnier in Rom das bis dahin größte olympische Hockeyturnier. Es wurde in vier Vorrundengruppen gespielt:
- Gruppe A: Dänemark, Indien, Neuseeland, Niederlande
- Gruppe B: Australien, Japan, Pakistan, Polen
- Gruppe C: Deutschland, Frankreich, Italien, Kenia
- Gruppe D: Belgien, Großbritannien, Schweiz, Spanien

Da für die Tabellenreihenfolge nur die Punkte zählten, mussten in den Gruppen A und B Entscheidungsspiele ausgetragen werden.
Die ersten beiden jeder Vorrundengruppe kamen ins Viertelfinale. Wer dort unterlag, spielte um die Plätze 5–8, die Viertelfinalsieger kamen ins Halbfinale. Die Gruppenvierten spielten dann die Plätze 13–15 aus, da Dänemark verzichtete. Die Gruppendritten spielten die Plätze 9–11 aus, da Polen verzichtete.

## Deutsche Mannschaft
Da sich die NOK der Bundesrepublik und der DDR nicht auf eine gemeinsame Mannschaft einigten, wurden Ausscheidungsspiele mit Hin- und Rückspiel angesetzt. Nach der ersten Runde hatte jede Mannschaft ein Spiel gewonnen. Daher war eine zweite Runde erforderlich. In dieser konnte sich die hoch favorisierte Auswahl des Deutschen Hockey-Bundes gegen die Auswahl des Deutschen Hockey-Sportverbandes durchsetzen. Die Resultate:
- Runde 1: Hinspiel am 24. April 1960 in Köln, BRD – DDR 3:0, Rückspiel am 30. April 1960 in Jena, DDR – BRD 4:1
- Runde 2: Hinspiel am 26. Mai 1960 in Köln, BRD – DDR 0:0, Rückspiel am 5. Juni 1960 in Jena: DDR – BRD 0:3

## Gruppenspiele

### Gruppe A
| Indien gewann alle drei Gruppenspiele und zog ins Halbfinale ein. Das Entscheidungsspiel um den zweiten Platz der Gruppe gewann Neuseeland, das sich damit für das Viertelfinale qualifizierte. |       |                          |            |             |
| 27. August | 15:00 | Indien – Dänemark        | 10:0 (5:0) |             |
| | 16:30 | Neuseeland – Niederlande | 1:1 (1:1)  |             |
| 30. August | 16:30 | Indien – Niederlande     | 4:1 (1:1)  |             |
| 31. August | 16:30 | Neuseeland – Dänemark    | 4:1 (3:1)  |             |
| 2. September | 16:30 | Indien – Neuseeland      | 3:0 (1:0)  |             |
| 3. September | 10:00 | Dänemark – Niederlande   | 2:4 (1:0)  |             |
| |       |                          |            |             |
| 4. September | 15:30 | Neuseeland – Niederlande | 2:1 (1:1)  | um Platz 2A |

| Tabelle Gruppe A | Tabelle Gruppe A | Tabelle Gruppe A | Tabelle Gruppe A | Tabelle Gruppe A |
| Platz            | Team             | Spiele           | Tore             | Punkte           |
| ---------------- | ---------------- | ---------------- | ---------------- | ---------------- |
| 1.               | Indien           | 3                | 17:01            | 6                |
| 2.               | Neuseeland       | 3                | 05:05            | 3                |
| 2.               | Niederlande      | 3                | 06:07            | 3                |
| 4.               | Dänemark         | 3                | 03:18            | 0                |

### Gruppe B
| Pakistan gewann alle drei Gruppenspiele und zog ins Halbfinale ein. Das Entscheidungsspiel um den zweiten Platz der Gruppe gewann Australien, das sich damit für das Viertelfinale qualifizierte. |       |                       |            |             |
| 26. August | 10:00 | Pakistan – Australien | 3:0 (0:0)  |             |
| | 15:00 | Japan – Polen         | 1:2 (0:1)  |             |
| 29. August | 16:30 | Pakistan – Polen      | 8:0 (4:0)  |             |
| 30. August | 16:30 | Japan – Australien    | 1:8 (1:6)  |             |
| 1. September | 10:00 | Pakistan – Japan      | 10:0 (4:0) |             |
| | 16:30 | Australien – Polen    | 1:1 (0:0)  |             |
| |       |                       |            |             |
| 3. September | 08:30 | Australien – Polen    | 2:0 (0:0)  | um Platz 2B |

| Tabelle Gruppe B | Tabelle Gruppe B | Tabelle Gruppe B | Tabelle Gruppe B | Tabelle Gruppe B |
| Platz            | Team             | Spiele           | Tore             | Punkte           |
| ---------------- | ---------------- | ---------------- | ---------------- | ---------------- |
| 1.               | Pakistan         | 3                | 21:0             | 6                |
| 2.               | Australien       | 3                | 09:05            | 3                |
| 2.               | Polen            | 3                | 03:10            | 3                |
| 4.               | Japan            | 3                | 02:20            | 0                |

### Gruppe C
| Kenia und Deutschland qualifizierten sich für das Viertelfinale. |       |                          |           |  |
| 29. August                                                       | 10:00 | Deutschland – Kenia      | 0:1 (0:0) |  |
|                                                                  | 15:00 | Italien – Frankreich     | 0:2 (0:1) |  |
| 31. August                                                       | 10:00 | Deutschland – Frankreich | 5:0 (2:0) |  |
| 1. September                                                     | 15:00 | Italien – Kenia          | 0:7 (0:3) |  |
| 3. September                                                     | 15:00 | Deutschland – Italien    | 5:0 (2:0) |  |
|                                                                  | 10:00 | Kenia – Frankreich       | 0:0       |  |

| Tabelle Gruppe C | Tabelle Gruppe C | Tabelle Gruppe C | Tabelle Gruppe C | Tabelle Gruppe C |
| Platz            | Team             | Spiele           | Tore             | Punkte           |
| ---------------- | ---------------- | ---------------- | ---------------- | ---------------- |
| 1.               | Kenia            | 3                | 08:0             | 5                |
| 2.               | Deutschland      | 3                | 10:01            | 4                |
| 3.               | Frankreich       | 3                | 02:05            | 3                |
| 4.               | Italien          | 3                | 00:14            | 0                |

### Gruppe D
| Spanien und Großbritannien qualifizierten sich für das Viertelfinale. |       |                          |           |  |
| 26. August                                                            | 16:30 | Großbritannien – Spanien | 0:0       |  |
| 27. August                                                            | 10:00 | Schweiz – Belgien        | 2:4 (1:1) |  |
| 30. August                                                            | 15:00 | Großbritannien – Belgien | 1:1 (1:0) |  |
| 31. August                                                            | 15:00 | Schweiz – Spanien        | 1:5 (1:4) |  |
| 2. September                                                          | 10:00 | Großbritannien – Schweiz | 3:0 (1:0) |  |
|                                                                       | 15:00 | Spanien – Belgien        | 3:1 (2:0) |  |

| Tabelle Gruppe D | Tabelle Gruppe D | Tabelle Gruppe D | Tabelle Gruppe D | Tabelle Gruppe D |
| Platz            | Team             | Spiele           | Tore             | Punkte           |
| ---------------- | ---------------- | ---------------- | ---------------- | ---------------- |
| 1.               | Spanien          | 3                | 8:02             | 5                |
| 2.               | Großbritannien   | 3                | 4:01             | 4                |
| 3.               | Belgien          | 3                | 6:06             | 3                |
| 4.               | Schweiz          | 3                | 3:12             | 0                |

## Platzierungsspiele

### Viertelfinale
| Die Sieger qualifizierten sich für das Halbfinale, die Verlierer spielten um die Plätze 5–8. |       |                        |                      |  |
| 5. September                                                                                 | 09:00 | Indien – Australien    | 1:0 n. V. (0:0, 0:0) |  |
|                                                                                              | 10:30 | Kenia – Großbritannien | 1:2 n. V. (1:1, 1:0) |  |
|                                                                                              | 14:30 | Pakistan – Deutschland | 2:1 (1:0)            |  |
|                                                                                              | 16:00 | Spanien – Neuseeland   | 1:0 n. V. (0:0, 0:0) |  |

### Platzierung 13–16
| Dänemark verzichtete und belegte Platz 16. Die Plätze 13–15 wurden in einer einfachen Runde ausgespielt. |       |                   |           |  |
| 6. September                                                                                             | 16:30 | Italien – Schweiz | 1:1 (1:1) |  |
| 8. September                                                                                             | 09:00 | Japan – Schweiz   | 5:1 (1:0) |  |
| 10. September                                                                                            | 15:00 | Italien – Japan   | 2:1 (1:1) |  |

| Platzierung 13–16 | Platzierung 13–16 | Platzierung 13–16 | Platzierung 13–16 | Platzierung 13–16 |
| Platz             | Team              | Spiele            | Tore              | Punkte            |
| ----------------- | ----------------- | ----------------- | ----------------- | ----------------- |
| 1.                | Italien           | 3                 | 3:2               | 3                 |
| 2.                | Japan             | 3                 | 6:3               | 2                 |
| 3.                | Schweiz           | 3                 | 2:1               | 1                 |

### Platzierung 9–12
| Polen verzichtete und belegte Platz 12. Die Plätze 9–12 wurden in einer einfachen Runde ausgespielt. |       |                          |           |  |
| 6. September                                                                                         | 15:00 | Frankreich – Belgien     | 1:0 (1:0) |  |
| 8. September                                                                                         | 10:30 | Niederlande – Frankreich | 2:0 (2:0) |  |
| 10. September                                                                                        | 10:00 | Niederlande – Belgien    | 2:1 (0:0) |  |

| Platzierung 9–12 | Platzierung 9–12 | Platzierung 9–12 | Platzierung 9–12 | Platzierung 9–12 |
| Platz            | Team             | Spiele           | Tore             | Punkte           |
| ---------------- | ---------------- | ---------------- | ---------------- | ---------------- |
| 1.               | Niederlande      | 3                | 4:1              | 4                |
| 2.               | Frankreich       | 3                | 1:2              | 2                |
| 3.               | Belgien          | 3                | 1:3              | 0                |

### Platzierung 5–8
| Für die Platzierungen 5–8 wurden zunächst zwei Qualifizierungsspiele ausgetragen, anschließend spielten die Sieger um Platz 5 die Verlierer um Platz 7. Das Spiel zwischen Australien und Kenia stand auch nach 40 Minuten Verlängerung unentschieden. Wegen der hereinbrechenden Dunkelheit bestimmten die Schiedsrichter durch Münzwurf Australien zum Sieger. Australien bestritt dann auch am nächsten Tag das Spiel um Platz 5. Doch Kenia legte erfolgreich Protest ein, es wurde ein zweites Qualifikationsspiel angesetzt und das Spiel um Platz 5 annulliert. Das Spiel um Platz 7 wurde nicht ausgetragen. Deutschland konnte aus "unvorhersehbaren Gründen", wie es im IOC-Bericht heißt, nicht antreten. Deutschland und Kenia wurden deshalb beide auf Platz 7 gesetzt. |       |                          |                      |                         |
| 8. September | 15:00 | Deutschland – Neuseeland | 0:1 (0:0)            |                         |
| | 16:30 | Australien – Kenia       | 1:1 n. V. (1:1, 0:0) |                         |
| 10. September | 16:30 | Australien – Kenia       | 2:1 (0:0)            |                         |
| |       |                          |                      |                         |
| 9. September | 08:30 | Australien – Neuseeland  | 2:1 (0:1)            | um Platz 5 – annulliert |
| 11. September | 09:00 | Neuseeland – Australien  | 1:0 (0:0)            | um Platz 5              |

### Finale
| 7. September | 10:00 | Pakistan – Spanien       | 1:0 (1:0) | Halbfinale |
|              | 15:30 | Indien – Großbritannien  | 1:0 (1:0) | Halbfinale |
|              |       |                          |           |            |
| 9. September | 10:00 | Spanien – Großbritannien | 2:1 (1:1) | um Platz 3 |
|              | 15:30 | Pakistan – Indien        | 1:0 (1:0) | Endspiel   |

| Rangliste | Rangliste      |
| Platz     | Team           |
| --------- | -------------- |
| 1.        | Pakistan       |
| 2.        | Indien         |
| 3.        | Spanien        |
| 4.        | Großbritannien |
| 5.        | Neuseeland     |
| 6.        | Australien     |
| 7.        | Kenia          |
| 7.        | Deutschland    |
| 9.        | Niederlande    |
| 10.       | Frankreich     |
| 11.       | Belgien        |
| 12.       | Polen          |
| 13.       | Italien        |
| 14.       | Japan          |
| 15.       | Schweiz        |
| 16.       | Dänemark       |

## Medaillengewinner
| | | | 4 |
| Pakistan | Indien | Spanien | Großbritannien |
| --- | --- | --- | --- |
| Abdul Hamid Anwar Ahmad Khan Bashir Ahmad Mustaq Ahmad Munir Ahmad Dar Nasir Ahmad Noor Alam Habib Ali Kiddie Khurshid Aslam Manzoor Hussain Atif Abdul Rashid Ghulam Rasul Mutih Ullah Abdul Waheed | Joseph Antic Leslie Claudius Mohinder Lal Shankar Laxman John Peter Govind Sawant Jaman Lal Sharma Charanjit Singh Jaswant Singh Joginder Singh Raghbir Singh Bhola Prithipal Singh Udham Singh | Pedro Amat Fontanals Francisco Caballer Soteras José Colomer Ribas Juan Angel Calzado de Castro Carlos del Coso Iglesias Eduardo Dualde José Antonio Dinares Massagué Joaquín Dualde Rafael Egusquiza Basterra Pedro Murúa Leguizamom Ignacio Macaya Santos de Lamadrid Luis María Usoz Pedro Roig Junyent Narcís Ventalló | Patrick Austen John Bell Harry Cahill Denys Carnill Peter Croft Colin Henry Dale Howard Davis John Hindle Charles Jones Neil Livingstone Stuart Mayes Derek Miller John Neill Chris Saunders-Griffiths Frederick Scott Ian Taylor |

## Teams Deutschland, Schweiz
| Deutschland | Schweiz |
| --- | --- |
| Utz Aichinger Willi Brendel Christian Büchting Hugo Budinger Werner Delmes Wolfgang End Eberhard Ferstl Klaus Greinert Carsten Keller Peter Kranich Dieter Krause Klaus Lauth Alfred Lücker Helmut Nonn Norbert Schuler Günther Ullerich Herbert Winters Klaus Woeller | Walther Arber Jean Giubbini Jean Glarner Werner Hausmann Kurt Locher Georges Mathys Albert Piaget Gilbert Recordon Werner Schmid Hans Straub Kurt von Arx René Widmer Heinz Wirz Walther Wirz Roger Zanetti Roland Zaninetti |